# Joan I d'Àvila
Joan fou un religiós hispanovisigot, bisbe d'Àvila, el primer d'aquest nom, que va ocupar el càrrec aproximadament entre els anys 687 i 693. Va ser, de fet, el darrer dels bisbes antics d'Àvila, abans de la invasió del regne de Toledo pels musulmans, el 711.
Apareix documentat com un dels bisbes que assistiren al XV Concili de Toledo, l'11 de maig del 688. Apareix situat en la posició número 20 dels signats, però això és probablement un error en l'ordre d'aquest concili, perquè en el següent, el XVI Concili de Toledo, hi apareix en el número 43, el que demostra que portava pocs anys en el càrrec, i que té consonància amb la cronologia del seu predecessor, Unigi, que encara vivia el 683. Si bé se sap que vivia també el 688 i encara és documentat en el 693, no se sap si el bisbe va sobreviure a la invasió. Tanmateix, a partir d'aquest, no hi ha notícies fiables de bisbes a Àvila sota el domini omeia. Alguns autors, segons Enrique Flórez, esmenten noms, però no els dona credibilitat, pel que el llistat es reinicia amb la restauració de la diòcesi avilesa. El següent conegut és Jeroni de Perigord.